# Меривил (Илиноис)
Меривил (енгл. Maryville) град је у америчкој савезној држави Илиноис.

## Демографија
По попису из 2010. године број становника је 7.487, што је 2.836 (61,0%) становника више него 2000. године.
| Група             | 2000.         | 2010.         |
| Белци             | 4.319 (92,9%) | 6.754 (90,2%) |
| Афроамериканци    | 161 (3,5%)    | 293 (3,9%)    |
| Азијати           | 23 (0,5%)     | 129 (1,7%)    |
| Хиспаноамериканци | 93 (2,0%)     | 186 (2,5%)    |
| Укупно            | 4.651         | 7.487         |